# Mistrzostwa Świata w Kajakarstwie Górskim 2002
27. Mistrzostwa świata w kajakarstwie górskim odbyły się w dniach 22–25 sierpnia 2002 we francuskim Bourg-Saint-Maurice. Zawodnicy rywalizowali ze sobą w ośmiu konkurencjach: czterech indywidualnych i czterech drużynowych.

## Końcowa klasyfikacja medalowa
| Miejsce | Państwo           | Złoto | Srebro | Brąz | Razem |
| ------- | ----------------- | ----- | ------ | ---- | ----- |
| 1       | Francja           | 3     | 1      | 2    | 6     |
| 2       | Słowacja          | 2     | 0      | 0    | 2     |
| 3       | Niemcy            | 1     | 4      | 0    | 5     |
| 4       | Czechy            | 1     | 1      | 2    | 4     |
| 5       | Stany Zjednoczone | 1     | 0      | 0    | 1     |
| 6       | Słowenia          | 0     | 1      | 1    | 2     |
| 6       | Włochy            | 0     | 1      | 1    | 2     |
| 8       | Polska            | 0     | 0      | 1    | 1     |
| 8       | Wielka Brytania   | 0     | 0      | 1    | 1     |

## Medaliści
| Konkurencja:           | Złoto: | Srebro:                                                                                       | Brąz: |
| C-1 mężczyzn           | Michal Martikán | Jan Benzien                                                                                   | Patrice Estanguet |
| C-1 drużynowo mężczyzn | Czechy · Přemysl Vlk · Jan Mašek · Stanislav Ježek                                                                          | Niemcy · Sören Kaufmann · Jan Benzien · Stefan Pfannmöller                                    | Słowenia · Jurij Korenjak · Dejan Stevanovič · Simon Hočevar                                                          |
| C-2 mężczyzn           | Słowacja · Pavol Hochschorner · Peter Hochschorner                                                                          | Francja · Pierre Luquet · Christophe Luquet                                                   | Czechy · Marek Jiras · Tomáš Máder                                                                                    |
| C-2 drużynowo mężczyzn | Francja · Pierre Luguet i Christophe Luquet · Alexandre Lauvergne i Nathanael Fouquet · Philippe Quemerais i Yann Le Pennec | Niemcy · Kay Simon i Robby Simon · Kai Walter i Frank Henze · André Ehrenberg i Michael Senft | Polska · Dariusz Wrzosek i Bartłomiej Kruczek · Jarosław Miczek i Wojciech Sekuła · Andrzej Wójs i Sławomir Mordarski |
| K-1 mężczyzn           | Fabien Lefèvre | Miha Terdič                                                                                   | Ivan Pišvejc |
| K-1 drużynowo mężczyzn | Niemcy · Claus Suchanek · Thomas Becker · Thomas Schmidt                                                                    | Włochy · Pierpaolo Ferazzi · Matteo Pontarollo · Luca Costa                                   | Francja · Thomas Monier · Benoît Peschier · Fabien Lefèvre                                                            |
| K-1 kobiet             | Rebecca Giddens | Mandy Planert                                                                                 | Maria Cristina Giai Pron                                                                                              |
| K-1 drużynowo kobiet   | Francja · Aline Tornare · Mathilde Pichery · Anne-Lise Bardet                                                               | Czechy · Marie Řihošková · Marcela Sadilová · Irena Pavelková                                 | Wielka Brytania · Helen Reeves · Laura Blakeman · Heather Corrie                                                      |